# 박물관학
박물관학(museology)은 박물관에 대한 연구이다. 박물관의 역사와 사회에서의 역할, 큐레이팅, 보존, 공공 프로그램, 교육 등 박물관이 참여하는 활동을 탐구한다.

## 분야의 발전
유럽의 박물관학 발전은 16, 17, 18세기 초기 수집가와 호기심 보관함의 등장과 동시에 일어났다. 특히 계몽주의 시대에는 인류학자, 박물학자, 취미 수집가들이 북미와 유럽의 자연사와 민족지학적 유물, 예술품을 전시하는 공공 박물관의 성장을 장려했다. 18세기와 19세기에 유럽 강대국의 해외 식민지화는 자연사와 민족지학 분야의 발전, 민간 및 기관 컬렉션 건물의 등장을 동반했다. 많은 경우 박물관은 식민지 정복을 통해 획득한 수집품을 보관하는 장소가 되었으며, 이는 박물관을 서유럽 식민지 프로젝트의 핵심 기관으로 자리매김하게 했다.

## 같이 보기
- 국제 박물관의 날
- 문헌정보학
- 세계 박람회